# MFC Mykolaiv
El MFC Mykolaiv (en ucraniano: Муніципальний футбольний клуб Миколаїв) es un equipo de fútbol profesional ucraniano que actualmente juega en la Persha Liha, la segunda división más importante de la liga de Ucrania. Juega sus partidos de casa en el Estadio Central de Mikolaiv, y fue fundado en el año 1920.

## Nombres anteriores
- 1920–1922: Naval Factory
- 1922–1926: Marti-Badin Factory
- 1926–1926: Metalisty Mykolaiv
- 1927–1928: Raikom Metalistiv
- 1929–1935: Marti Factory
- 1936–1940: Sudnobudivnyk Mykolaiv
- 1941–1944: Ocupación de Alemania nazi en RSS de Ucrania
- 1944–1949: Sudnobudivnyk Mykolaiv
- 1951–1952: Mykolaiv City
- 1953–1959: Avanhard Mykolaiv
- 1960–1965: Sudnobudivnyk Mykolaiv
- 1966–1966: Budivelnyk Mykolaiv
- 1967–1991: Sudnobudivnyk Mykolaiv
- 1992–1994: Evis Mykolaiv
- 1994–2002: SC Mykolaiv
- 2002–presente: MFC Mykolaiv

## Palmarés
- Persha Liha (1): 1998[1]
  - Subcampeón: 1994
- Druha Liha (2): 2006, 2011

## Jugadores

### Equipo Actual
Actualizado el 22 de diciembre del 2019

## Entrenadores
- Víktor Shéjovtsev (1996-1997)
- Ruslan Zabranskiy (2010-2013)
- Oleh Fedorchuk (2014)
- Yuriy Smahin (2015)
- Anatoli Stawka (2015)
- Ruslan Zabranskiy (2015-2018)
- Serhiy Shyshchenko (2018-2019)
- Yuriy Chaus (2019-